# Evergestis dusmeti
Evergestis dusmeti ist ein Schmetterling aus der Familie der Crambiden (Crambidae).

## Merkmale
Die Falter haben eine Flügelspannweite von 22 bis 26,5 Millimeter. Kopf, Labialpalpen und Tegulae heben sich weißlich von der dunkelgrauen Färbung der Patagia (paarige Struktur auf dem Pronotum, die die Basis der Vorderflügel bedeckt) und des Thorax ab. Die Vorderflügel sind grauweiß mit kräftig erdbrauner Durchmischung. Entlang des Flügelinnenrandes sind sie von der Basis bis zur Antemedianlinie am fahlsten. Der Bereich zwischen Postmedian- und Subterminallinie ist blaugrau gesprenkelt. Die Querlinien verlaufen sehr schräg. Die Antemedianlinie ist nahezu gerade, die Postmedianlinie ist gezähnt und ausgebuchtet und die Subterminallinie ist undeutlich, der distal dazu gelegene Bereich ist fahler. Am Flügelaußenrand befinden sich zwischen den Aderenden schwarze Punkte, die mehr oder weniger eine Linie bilden, die bis um den Apex herum verlängert sein kann. Die Fransenschuppen sind fahl graubraun und haben eine dunkle Subbasal- und Subterminalbinde. Die Hinterflügel sind hellgrau und glänzen leicht. Die Postmedianlinie ist undeutlich. Die zwischen den Aderenden befindlichen schwarzen Punkte sind ebenso wie auf den Vorderflügeln mehr oder weniger miteinander verschmolzen. Die Fransenschuppen ähneln denen der Vorderflügel, das Subterminalband ist aber schwächer. Die Hinterflügelunterseiten sind hell graubraun, die Vorderflügelunterseiten sind mit Ausnahme des Saumfeldes dunkler. Die Zeichnung ist nur schwach ausgeprägt.
Bei den Männchen ist der Uncus sehr breit und trogförmig. Er verjüngt sich stark zu einer scharfen Spitze, die durch lange zurückgebogene Schuppen verdeckt wird. Der Gnathos ist in der Nähe der Spitze mit einigen kleinen Zähnen versehen. Die Valven sind parallelwandig, haben einen rundlichen Apex und eine verdickte Costa. Das Klammerorgan (Clasper) besteht aus einer undeutlich sklerotisierten Leiste. Der Phallus ist zwischen basalem und distalem Teil kaum gekrümmt. Im distalen Abschnitt befinden sich zwei Cornuti-Gruppen. Die erste besteht aus einigen langen Cornuti, bei der zweiten Gruppe sind die Cornuti zahlreich, kurz und gebündelt. Zusätzlich sind zwei kräftige bürstenartige Bereiche vorhanden.
Bei den Weibchen ist das Corpus bursae sehr klein und kaum breiter als die Basis des Ductus bursae. Die Signa sind klein und liegen weit auseinander. Der Ductus bursae verjüngt sich kaum und weitet sich ein wenig vor dem Colliculum.

### Ähnliche Arten
Eine ähnliche Art ist Evergestis desertalis (Unterschiede siehe dort).

## Verbreitung
Evergestis dusmeti ist im Süden Spaniens (dort u. a. in der Wüste von Tabernas im Südosten Andalusiens) und in Nordafrika (Marokko) verbreitet.

## Biologie
Die Präimaginalstadien sind unbekannt. Evergestis dusmeti kommt ebenso wie die ähnliche Art E. desertalis in steinigen Halbwüsten vor. Die Art bildet in Spanien zwei Generationen pro Jahr, die im Mai und im September fliegen. Die Exemplare in Nordafrika wurden im Januar und im Februar gefangen. Die Art ist nachtaktiv, beide Geschlechter kommen gern ans Licht.

## Belege
1. 1 2 3 4 5  Barry Goater, Matthias Nuss, Wolfgang Speidel: Pyraloidea I (Crambidae, Acentropinae, Evergestinae, Heliothelinae, Schoenobiinae, Scopariinae). In: P. Huemer, O. Karsholt, L. Lyneborg (Hrsg.): Microlepidoptera of Europe. 1. Auflage. Band 4. Apollo Books, Stenstrup 2005, ISBN 87-88757-33-1, S. 84 (englisch).
2. ↑  De-Gregorio, Josep Joaquim Pérez; Miret, Emili Requena (2008): Microlepidòpteres (Pyralidae, Crambidae) Nous o Interssants par a la Fauna Catalana i Iberobalear (VIII) (Lepidoptera). Ses. Entom. ICHN-SCL, 13–14: S. 91–106
3. ↑  Evergestis dusmeti bei Fauna Europaea. Abgerufen am 25. September 2013